# Закорецкий, Владимир Николаевич
Владимир Николаевич Закорецкий (род. 1 июня 1954, Вашковцы, Черновицкая область, Украинская ССР, СССР) — заместитель Председателя Верховного Совета Крыма в 2005—2006.

## Образование
- 1977 — Крымский сельскохозяйственный институт им. М. И. Калинина по специальности плодоовощеводство и виноградарство.

## Биография
- 1971—1972 — рабочий Симферопольской дистанции защитных лесонасаждений Приднепровской железной дороги.
- 1977 — бригадир озеленительного участка Симферопольской дистанции защитных лесонасаждений Приднепровской железной дороги.
- 1977—1978 — служба в Вооружённых Силах.
- 1978—1982 — бригадир, начальник цеха овощеводства совхоза «Симферопольский», Симферопольский район.
- 1982—1986 — инструктор организационного отдела Симферопольского райкома Компартии Украины.
- 1986—1988 — заведующий сельскохозяйственным отделом Симферопольского райкома Компартии Украины.
- 1988—1991 — председатель Симферопольского районного агропромышленного объединения.
- 1991—1994 — первый заместитель председателя Симферопольского райисполкома.
- 1994—1995 — председатель Симферопольского райисполкома.
- 1995—2005 — председатель Симферопольской районной государственной администрации.
- сентябрь 2005 — май 2006 — заместитель Председателя Верховного Совета Крыма.
- апрель 2006 — июнь 2011 — председатель Симферопольского районного совета.

## Общественная деятельность
- Член Партии регионов.
- Депутат Верховного Совета Крыма 4-го (2002—2006) созыва.

## Награды
- Почётная грамота Совета министров Автономной Республики Крым (1999)[1];
- Заслуженный работник сельского хозяйства Украины (2002)[2];
- Заслуженный работник местного самоуправления в Автономной Республике Крым (2004)[3].